# Atrichopogon minutalatus
Atrichopogon minutalatus är en tvåvingeart som beskrevs av Gupta och Bose 2003. Atrichopogon minutalatus ingår i släktet Atrichopogon och familjen svidknott. Inga underarter finns listade i Catalogue of Life.